# Niedersächsisches Landesmuseum Hannover
Niedersächsisches Landesmuseum Hannover er et kulturhistorisk museum i Hannover, Tyskland grundlagt i 1856. Det ligger overfor Neues Rathaus. Museet består af Landesgalerie, der indeholder malerier og skulpturer fra middelalderen og frem til 1900-tallet, samt afdelinger med arkæologi, naturhistorie og etnologi. Museet inkluderer et vivarium med fisk, padder, reptiler og leddyr.

## Historie
Museet forløber, Museum für Kunst und Wissenschaft, blev indviet i 1856 under overværelse af Georg 5. af Hannover. Baseret på det nuværende Hannover Künstlerhaus blev museet omdøbt til Museum der Provinz Hannover. Museet løb dog snart tør for plads til samlingerne, hvilket igangsatte opførslen af den nuværende bygning på kanten af Maschpark i 1902. Det blev tegnet af Hubert Stier i nyrenæssancestil.
I 1933 blev museet omdøbt til Landesmuseum, og i 1950 fik museet sit nuværende navn.